# Det Forenede Kongeriges Adelskalender
Det Forenede Kongeriges Adelskalender/Adelsårbog (På engelsk: The Peerage of The United Kingdom) omfatter de fleste adelstitler oprettet i Det Forenede Kongerige Storbritannien og Irland efter Acts of Union i 1801, hvor bogen erstattede den Storbritanniske adelskalender. Nye medlemmer af højadlen (Peers) blev fortsat oprettet i den Irlandske adelskalender til 1898 (Den sidste var Baroniet af Curzon af Kedleston).
I den britiske adel registreres i fem adelskalendere og er delt i fem grader
1. Hertug
2. Markis
3. Earl
4. Viscount
5. Baron

Baronets (ridderskaber, som kan blive arvet) *riddere er ikke medlemmer af højadlen (Peer/peerage). 
Et medlem af Højadlen (peer) kan holde to eller flere titler i forskellige adelskalendere; for eksempel, var den 9. hertug af Hamilton (Den Skotlandske Adelskalender) også den 6. hertug Brandon (Den Storbritanniske (og Irlandske) Adelskalender). Antallet af titler i adelskalenderen kan derfor være større (der findes 28 ikke-royale-hertugdømmer delt mellem 25 familier). Næsten halvdelen af de 210 jarledømmer i 1818 blev oprettet i Den Storbritanniske (og Irlandske) Adelskalender (97); de resterende titler blev oprettet i Den Engelske Adelskalender, Den Skotlandske Adelskalender og Den Irlandske Adelskalender (78) og Det Forenede Kongeriges Adelskalender (35). Ligesom de hertugelige familier, holdt flere af disse familier 'dobbelt' jarledømmer.

## Hertugerne i Det Forenede Kongeriges Adelskalender
| Titel                    | Skabelse   | Andre titler |
| ------------------------ | ---------- | --- |
| Hertugen af Wellington   | 1814       | Skabt for 1. Markis af Wellington efter "Peninsular War". |
| Hertugen af Sutherland   | 1833       | Skabt til 2. Markis af Stafford. |
| Hertugen af Westminister | 1874       | Skabt til 3. Markis af Westminster. |
| Hertugen af Gordon       | 1876       | Skabt til 6. hertug af Richmond og Lennox d. 13 januar 1876;Hertug af Richmond i den Engelske adelskalender;Hertug af Lennox i den Skotske adelskalender.                                   |
| Hertugen af Fife         | 1889; 1900 | Skabt til 6 Earl Fife på sin bryllupsdag til prinsesse Louise af Wales d. 27 juli 1889; I 1900 tilladt patentbrevet den første hertugs døtre og deres mandlige efterkommere at arve titlen. |
| Hertugen af Argyll       | 1892       | Skabt til 8. Hertug af Argyll på 7 April 1892;Hertug af Argyll i den Skotske adelskalender.                                                                                                 |
| Hertugen af Gloucester   | 1928       | Skabt til prins Henry på sin 28-års fødselsdag d. 31 April 1928. |
| Hertugen af Kent         | 1934       | Skabt til prins George d. 12 oktober 1934, i forventning om hans kommende ægteskab med prinsesse Marina af Grækenland og Danmark.                                                           |
| Hertugen af Edinburgh    | 1947       | Skabt til Sir Philip Mountbatten på sin bryllupsdag med Prinsesse Elizabeth d. 20 November 1947.                                                                                            |
| Hertugen af York         | 1986       | Skabt til prins Andrew på sin bryllupsdag til Sarah Ferguson d. 23 juli 1986. |
| Hertugen af Cambridge    | 2011       | Skabt til prins William af Wales på sin bryllupsdag til Catherine Middleton d. 29 April 2011.                                                                                               |
| Hertugen af Sussex       | 2018       | Skabt til prins Harry af Wales på sin bryllupsdag til Meghan Markle d. 18 maj 2018. |